# Ixodes sinaloa
Ixodes sinaloa är en fästingart som beskrevs av Glen M. Kohls och Clifford 1966. Ixodes sinaloa ingår i släktet Ixodes och familjen hårda fästingar. Inga underarter finns listade i Catalogue of Life.